# بایو (خواننده)
بایو (به انگلیسی: Baiyu) با نام کامل سارا بایو پوریت (به انگلیسی: Sara Baiyu Porritt) خواننده و ترانه‌سرا آمریکایی متولد چین است.